# Noordoostpolder
Noordoostpolder (« Polder Nord-Est ») est une commune néerlandaise située dans la province de Flevoland. Elle correspond au polder éponyme, asséché définitivement le 9 septembre 1942, dans l'ancienne Zuiderzee. Au 1er juillet 2021, la commune compte 47 774 habitants, avec environ la moitié résidant à Emmeloord, où se trouve l'hôtel de ville.

## Histoire
Jusqu'en 1986, la commune appartient à la province d'Overijssel.

## Localités
Emmeloord, le chef-lieu de la commune, est situé au centre du polder. Les autres villages sont situés dans un grand cercle autour du chef-lieu, chacun à une distance équivalente. En commençant au nord d'Emmeloord, et en suivant le sens des aiguilles d'un montre, se trouvent Bant, Luttelgeest, Marknesse, Kraggenburg, Ens, Nagele, Tollebeek, Espel, Creil et Rutten. L'ancienne île de Schokland est située entre Ens et Nagele, intégrée dans le polder.

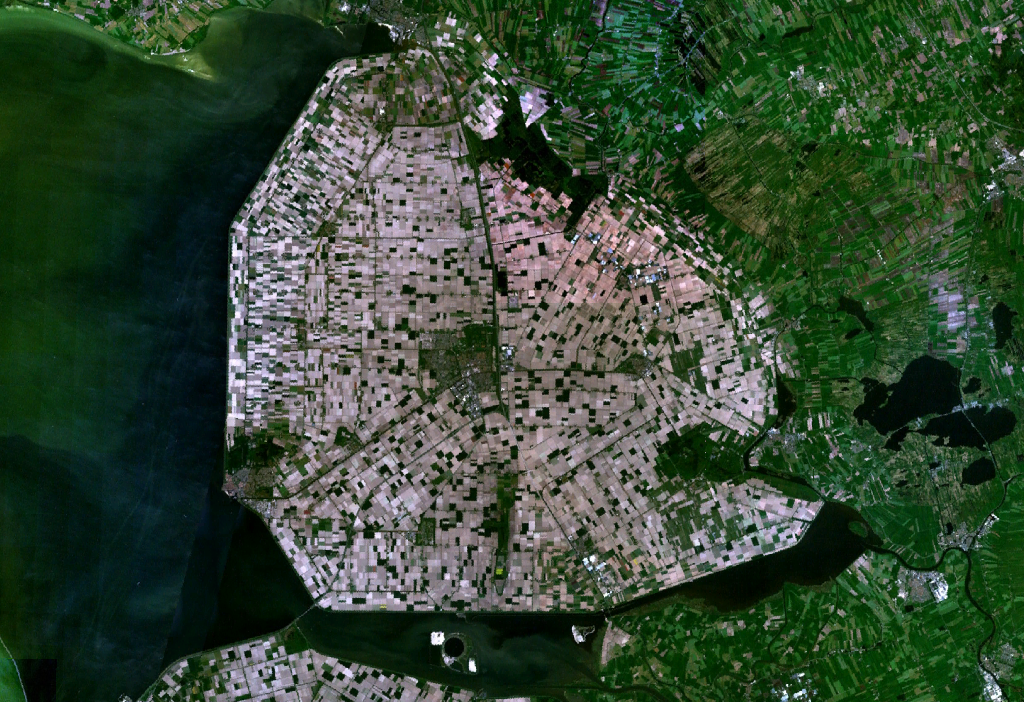
Photo satellite du Noordoostpolder

| Nom                   | Fondation         | Population (au 01/07/06) |
| --------------------- | ----------------- | ------------------------ |
| Noordoostpolder       | 1942              | 45 692                   |
| Emmeloord (Chef-lieu) | 1943              | 24 799                   |
| Marknesse             | 1949              | 3 896                    |
| Ens                   | 1949              | 3 174                    |
| Luttelgeest           | antérieure à 1942 | 2 235                    |
| Nagele                | 1956              | 2 011                    |
| Tollebeek             | 1956              | 1 921                    |
| Rutten                | 1953              | 1 741                    |
| Creil                 | 1953              | 1 656                    |
| Kraggenburg           | 1949              | 1 497                    |
| Bant                  | 1951              | 1 388                    |
| Espel                 | 1956              | 1 374                    |